# Euonthophagus pentaceros
Euonthophagus pentaceros là một loài bọ cánh cứng trong họ Bọ hung (Scarabaeidae).